# Resolutie 2226 Veiligheidsraad Verenigde Naties
Resolutie 2226 van de Veiligheidsraad van de Verenigde Naties werd op 25 juni 2015 unaniem door de VN-Veiligheidsraad aangenomen en verlengde de UNOCI-vredesmacht in Ivoorkust opnieuw met een jaar. Het land verzocht wel de opheffing van het wapenembargo dat nog steeds van kracht was en vroeg ook assistentie bij het organiseren van de presidentsverkiezingen die in oktober 2015 waren gepland.

## Achtergrond
In 2002 brak in Ivoorkust een burgeroorlog uit tussen de regering in het christelijke zuiden en rebellen in het islamitische noorden van het land. In 2003 leidden onderhandelingen tot de vorming van een regering van nationale eenheid en waren er Franse- en VN-troepen aanwezig. In 2004 zegden de rebellen hun vertrouwen in de regering op en grepen opnieuw naar de wapens. Het noorden van het land werd voornamelijk door deze Forces Nouvelles gecontroleerd.
Na de presidentsverkiezingen eind 2010 ontstonden wederom onlusten toen zittend president Laurent Gbagbo op post bleef ondanks de internationaal erkende overwinning van Alassane Ouattara. De ontstane crisis leidde tot het uitbreken van een nieuwe burgeroorlog, die duurde tot de arrestatie van Gbagbo in april 2011.

## Inhoud
Ivoorkust was goed op weg naar verzoening, stabiliteit en economisch herstel, en het leiderschap van president Alassane Ouattara werd in dat verband erkend. In december 2014 was de dialoog tussen regering en oppositie hervat. Intussen waren ook al meer dan 50.000 strijders ontwapend en gedemobiliseerd, terwijl 's lands leger en politie werden hervormd. Er gold ook nog steeds een wapenembargo tegen Ivoorkust.
Het mandaat van de UNOCI-vredesmacht en de toestemming voor de Franse ondersteuningstroepen werden verlengd tot 30 juni 2016. Aan het aantal manschappen werd deze keer niet getornd, maar de missie zou mogelijk beëindigd worden na de presidentsverkiezingen in Ivoorkust in oktober 2015. De focus van de missie bleef liggen op het beschermen van de bevolking, ontwapening en de hervorming van leger en politie.

## Verwante resoluties
- Resolutie 2162 Veiligheidsraad Verenigde Naties (2014)
- Resolutie 2219 Veiligheidsraad Verenigde Naties
- Resolutie 2260 Veiligheidsraad Verenigde Naties (2016)

Lijst ·  2196 ·  2197 ·  2198 ·  2199 ·  2200 ·  2201 ·  2202 ·  2203 ·  2204 ·  2205 ·  2206 ·  2207 ·  2208 ·  2209 ·  2210 ·  2211 ·  2212 ·  2213 ·  2214 ·  2215 ·  2216 ·  2217 ·  2218 ·  2219 ·  2220 ·  2221 ·  2222 ·  2223 ·  2224 ·  2225 ·  2226 ·  2227 ·  2228 ·  2229 ·  2230 ·  2231 ·  2232 ·  2233 ·  2234 ·  2235 ·  2236 ·  2237 ·  2238 ·  2239 ·  2240 ·  2241 ·  2242 ·  2243 ·  2244 ·  2245 ·  2246 ·  2247 ·  2248 ·  2249 ·  2250 ·  2251 ·  2252 ·  2253 ·  2254 ·  2255 ·  2256 ·  2257 ·  2258 ·  2259